# Hooligans 2
Série
Hooligans
(2005)
Pour plus de détails, voir Fiche technique et Distribution.
Hooligans 2 (aussi connu sous les noms  Green Street Hooligans 2: Stand Your Ground, Green Street 2 et Green Street 2: Stand Your Ground), est la suite du film de 2005 Hooligans, réalisé par Jesse V. Johnson.

## Synopsis
Dave Miller, ainsi que d'autres membres du GSE, un groupe de supporter hooligan très engagé du club de West Ham United, sont arrêtés pour avoir participé au combat final du premier film, et sont donc envoyés en prison. Là, ils découvrent rapidement la brutalité de la vie à l'intérieur. Ils sont constamment les cibles des supporters de Chelsea, qui sont plus nombreux, mieux organisés et mieux financés. Après une courte bagarre, les membres du GSE sont considérés comme responsables et transférés dans une autre prison, afin d'éviter tout nouveau conflit. Cependant, des supporters d'un autre club, l'ennemi juré Millwall et menés par Marc, sont présents en grand nombre dans cette nouvelle prison. Dès leur arrivée, Marc leur annonce qu'ils vont faire de leur vie un enfer quotidien.

## Fiche technique
- Titre : Hooligans 2
- Titre original : Green Street Hooligans 2
- Réalisation : Jesse V. Johnson
- Scénario : T. Jay O'Brien
- Production : Deborah Del Prete et Linda McDonough
- Sociétés de production : Lionsgate Home Entertainment et Odd Lot Entertainment
- Musique : Terence Jay
- Pays d'origine :  Royaume-Uni[réf. nécessaire],  États-Unis
- Genre : Drame
- Durée : 94 minutes
  -  États-Unis : 23 mars 2009
- Interdit en salles aux moins de 16 ans[Où ?]

## Distribution
- Ross McCall : Dave Miller
- Graham McTavish : Big Marc Turner
- Treva Etienne : Arthur Mason
- Luke Massy : Keith Morrison
- Nicky Holender : Ned Hastings
- Marina Sirtis : Veronica Mavis
- Terence Jay : Jess Abbot
- DeObia Oparei : Derrick Jackson
- Timothy V. Murphy : Max (as Timothy Murphy)
- Vernon Wells : Tankersley Governor
- Suzanne May : Michelle 'Red' Miller
- Peter O'Meara : Terry

## Réalisation
Le film a été tourné autour de l'été 2008 avec un budget de 8 000 000 $. Aucun des acteurs du premier film n'est présent, à l'exception de Ross McCall qui reprend son rôle de Dave Miller. Le film est sorti directement en vidéo.